# Ambrotypia
Ambrotypia – jedna z dawniejszych, stosowanych od 1851 roku, pozytywowych technik fotograficznych, pozwalająca uzyskać jeden unikatowy (czyli bez możności wykonania odbitek) obraz. Ambrotypia opiera się na technice mokrej płyty kolodionowej, przy czym negatyw na szklanej płycie jest specjalnie lekko niedoświetlony, a następnie umieszczany na czarnym podkładzie, przez co uzyskuje on wygląd pozytywu. Obrazy tego rodzaju były często kolorowane.
Fotografie uzyskane w wyniku zastosowania mokrej płyty kolodionowej miały dobry kontrast i drobne ziarno.
Technice ambrotypii poświęcona jest książka Radosława Brzozowskiego: „Ambrotypia – Przewodnik praktyczny” Wyd. Szlachetna Fotografia s.c. (2015 r.).

## Przypisy

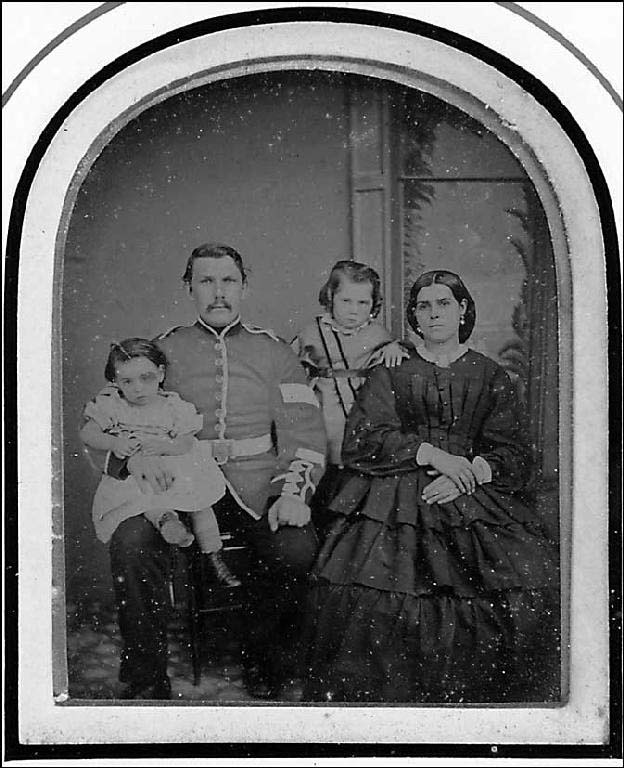
Portret rodziny wachmistrza (Frederick Scott Archer?)
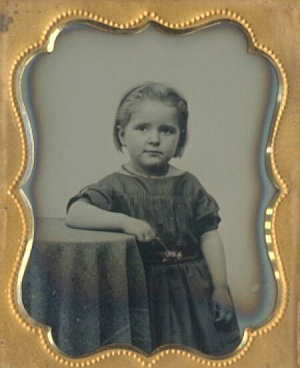
Nieznany autor, ok. 1860
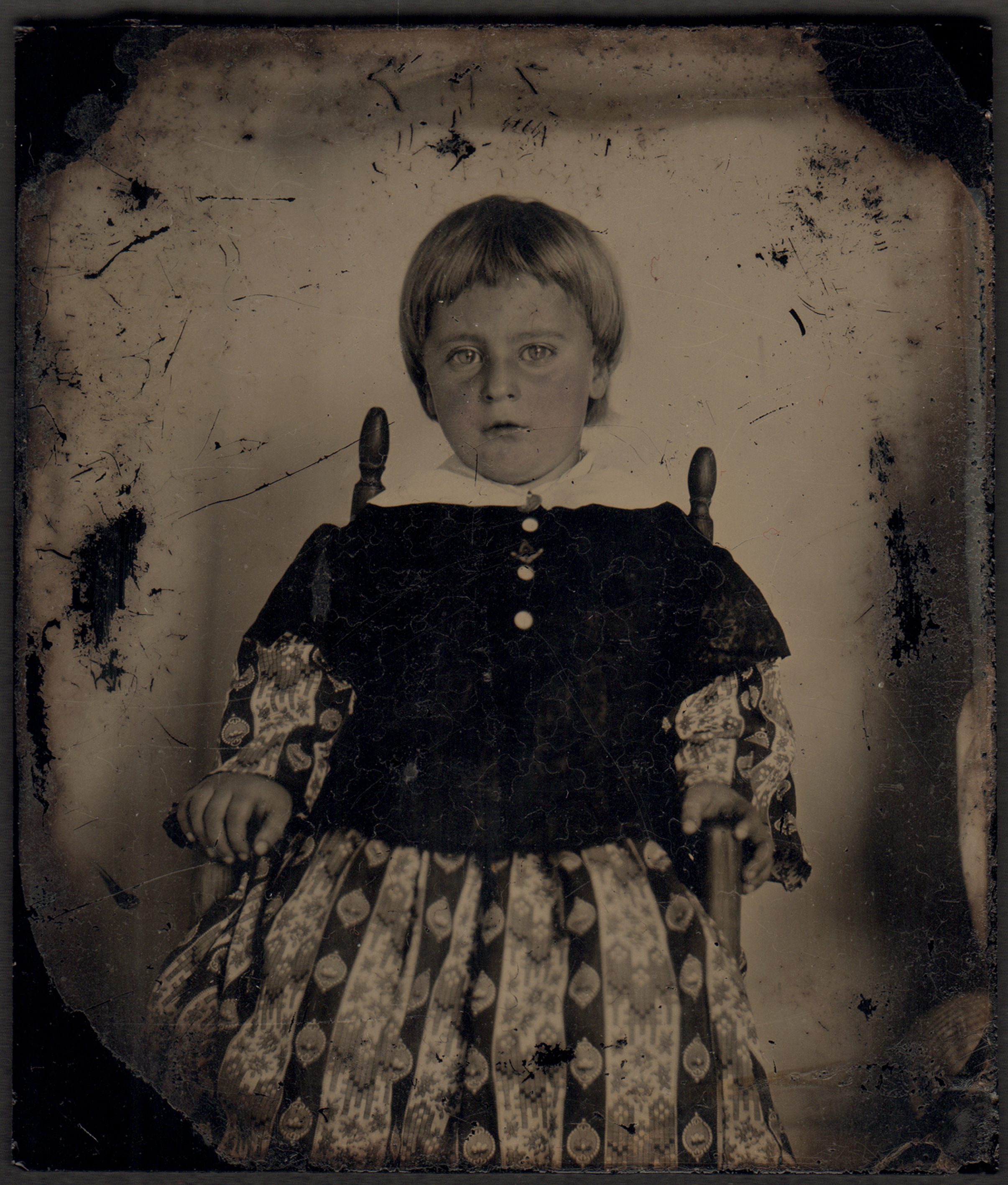
Nieznany autor, ok. 1860
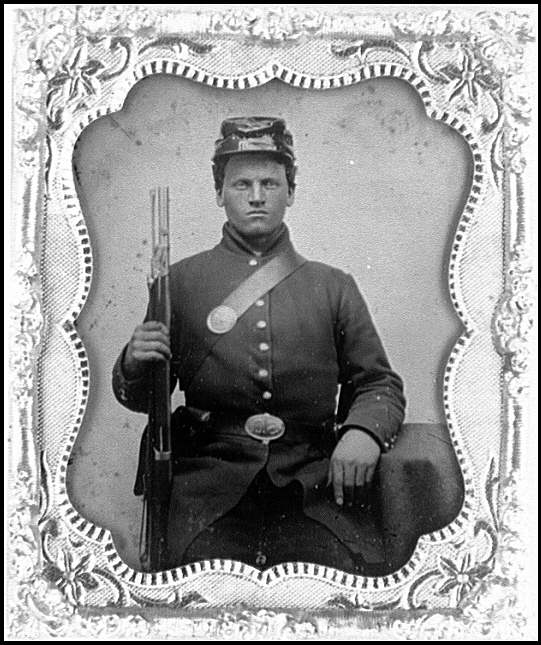
Żołnierz z wojny secesyjnej (1861–1865)
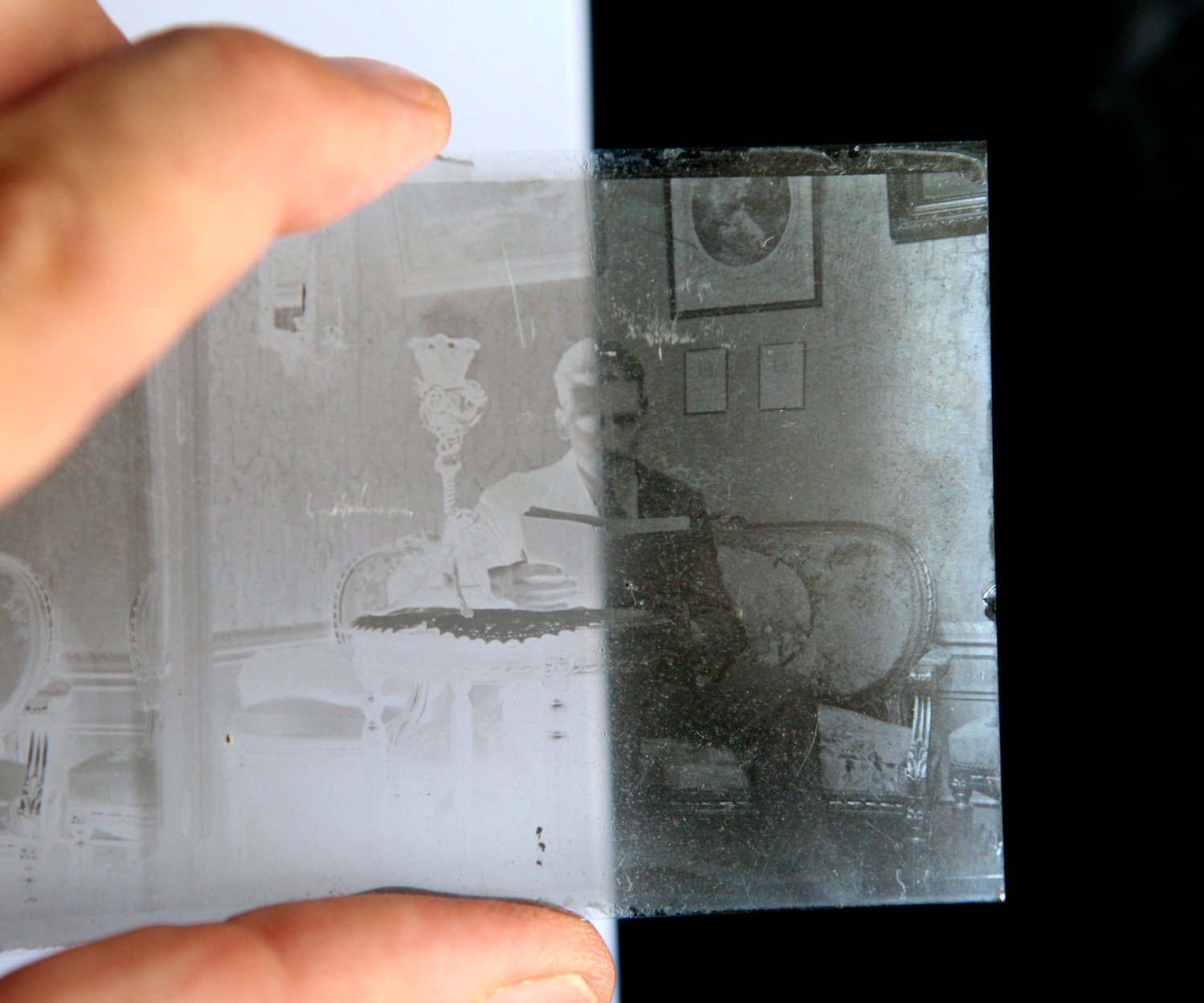
Negatyw na czarnym tle jest widoczny jako pozytyw